# VCX-Forum
VCX-Forum은 스마트폰 카메라 평가를 위한 비영리 단체이다. 공정한 테스트 및 평가의 표준을 세우는 "자리"를 마련하고, 기업간의 상생경쟁을 도모하는 모임으로서 VCX score 보관됨 2019-04-08 - 웨이백 머신라는 스마트폰 카메라 가치의 인디케이터를 개발하고 있다.
테스트 평가는 유저경험을 기반으로 하여 객관적이고, 투명하며, 평가 자체는 기업들의 영향을 받지 않도록 가장 독립적인 시스템을 만드는 것을 기조로 삼고 있다.

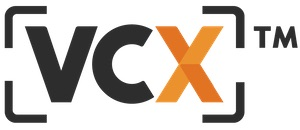
VCX logo

## 운영
현재 포럼을 구성하고 있는 주요 모바일 생산 관련 업체들인 멤버와 이들에게서 선출된 7명의 이사회 및 코디네이터가 있다. 1년에 3번식 정규모임, 1번의 총회를 하고 있으며 특별히 2년마다 이사회를 새로 선출하고, 표준이나 내규등을 멤버들이 투표와 제안을 통해 만드는 구조이다.

## 공식 멤버
AACTechnologies
Arima communications corp
FairPhone
Instituto de Pesquisas Eldorado
Huawei Technologies Co., Ltd.
Image Engineering GmbH & Co KG
LG Electronics Inc.
Mediatek USA Inc.
Motorola / Lenovo
Nomicam Ltd.
Guangdon OPPO Mobile Telecommunications Corp., Ltd.
Qualcomm Technologies Inc.
Samsung Electronics Co,. Ltd.
Sony Mobile Communications AB
TCL Communication Ltd.
Guandong Vivo Software Technology Co., Ltd.
Vodafone Group Services GmbH
Bejing Xiaomi Mobile Software Co., Ltd
Zhongxing Telecommunication Equipment Corporation (ZTE)

## 역사
1990년대 초, ISO 기술위원회는 디지털 카메라의 화질과 성능을 측정하는 방법에 대한 표준을 개발하기 시작했다. 1997년에 전세계의 디지털 카메라에 대한 최초의 독립적인 테스트 랩으로서 ISO위원회 위원이었던 Image Engineering과 현재 vcx멤버중 하나인 보다폰은 디지털 카메라 테스트를 수행하였다.
2013년에 이 테스트 방식은 완전한 현대화를 거쳐, 최신 기술을 기반으로 새로운 품질 매개 변수가 추가되었으며 다양한 조명 조건 및 다양한 유저 케이스에서 테스트가 시행되었다.
차후 몇년간 Vodafone과 이미지엔지니어링의 연구 자료를 바탕으로 객관적이고 투명한 자료를 대중들에게 공급하고자 2017년에 포럼이라는 하나의 그룹을 만들었고, 프로젝트에 참여하게 될 여러 관련 업체들을 초대하여, 그해 중순에 정식으로 설립이 되었다.

## VCX score
동일한 조건에서의 평가를 위해 통제가 된 환경에서 촬영된 이미지와 컴퓨터에 의한 계산 결과를 기반으로 구성이 되어, 시각적 평가 또는 기타 주관적인 요소가 포함되어 있지 않는다. 유일한 주관적인 구성 요소는 가중치, 즉 어떤 평가항목이 다른 성능과 비교하여 전반적인 성능에 더 중요한지 결정하는 것이다. 이 가중치는 VCX 포럼에 있는 모든 멤버들, 즉 "전문가 그룹"에 의해 투명하게 결정되었으며 모든 장치에 대해 통제변인을 통해 "획일적"으로 적용된다.

## 회사 정보
등록 주소: Im Gleisdreieck 5, 50169, Kerpen-Horrem, 독일